# Пауль Ліндемарк Єрґенсен
Пауль Ліндемарк Єрґенсен (дан. Paul Lindemark Jørgensen, 29 липня 1916 — 2 грудня 1988) — данський спортсмен.
Срібний призер Олімпійських Ігор 1968 року в класі Дракон.